# Grönlandi norvég nyelv
A grönlandi norvég nyelv a norvég nyelv kihalt utódnyelve, amelyet a Grönlandon a 10–15. században élt norvég vikingek használtak. A kutatók eddig 80 darab viking rúnákkal, grönlandi norvégul írt szöveget találtak.
A tudósok egyelőre nehezen tudják meghatározni, milyen jellegzetességekkel bírhatott a grönlandi norvég, s leginkább a hangsúlyváltozás és a hanglejtés megfejtése okoz gondot. Annyi valószínű, hogy a grönlandi a nyugati norvég nyelvjárásokból alakult ki, s az archaikus óészaki nyelv jellegzetességeivel is bírt. Legközelebbi rokonai az izlandi  és a feröeri nyelv.
Azt sem lehet megállapítani, milyen nyelvjárásai lehettek. A norvég telepek a sziget nyugati és keleti oldalán voltak, amelyet szárazföldön keresztül nem, csak a part mentén, vagy hajóval lehetett megközelíteni. Az írásos feljegyzések nem adnak elég információt arról, hogy melyiket mely nyelvjárásban írták, de nem elképzelhető, hogy a földrajzi eltérések miatt nagyobb eltérések lehettek a grönlandi norvég nyelvjárásai között .
A grönlandi norvég az őslakó eszkimók inuktitut nyelvéből is rengeteget kölcsönzött, amelyet grönlandi nyelvnek, vagy kalaallisut nyelvnek neveznek. Így például a grönlandi vikingek önmagukat Kalaaleq-nek nevezték, amely annyit tesz, hogy grönlandi. A Kalaaleq név szintén a grönlandi eszkimók önelnevezése. Más tudósok viszont elvetik, hogy a szó inuit kalaallisut eredetű lenne, ők inkább az óészaki Skrælingr-t tartják a Kalaaleg szó ősének, s amit inkább az eszkimók vettek át a grönlandi norvégoktól.
A viking kolonizáció Norvégiából 982-ben indult el, amelyet részben motivált a zsarnok viking királyok uralma az anyaországban. Emiatt menekült tömegek Izlandra, Feröerre és Grönlandra. Grönland meghódítása Izlandról indult, ezért nemcsak norvégok, hanem izlandiak is érkeztek a szigetre. Az északi sarkkör közelében fekvő szigetek a 13. századig szabadok maradtak. Bár Grönlandnak szoros kapcsolatokat kellett fenntartania Norvégiával, mert a terület kedvezőtlen minősége miatt számos termékből  behozatalra szorult, ezért Norvégiából importáltak vasat és fát, de még élelmiszert is, ebből következően az európai lakossága szigeten  talán néhány ezer fő maradt , de az éghajlat és a nagy földrajzi távolság következtében a grönlandi norvég és az anyaországi  norvég között már egy-két évszázadon belül jelentős eltérések alakultak ki. Az izlandi populáció ekkor még túl kicsi és szegény volt, hogy segíthesse a grönlandiakat, épp ezért az izlandi nem is befolyásolta nagyon a grönlandi nyelvet.
A  grönlandi norvég legrégibb írott emléke az ún. kingigtorssuaqi rúnakő, ezt egy eszkimó találta meg Upernavikban, 1824-ben,  és amelyet teljesen nem tudtak megfejteni. Ha jól fejtették meg  a rúnajeleket, akkor ez az 1244. május 7-én született írás a grönlandi norvég nyelv első írásos emléke, amely viking harcosok nevét tartalmazza. A szöveg bonyolult felépítése jól tükrözi, mennyire átalakult a grönlandi norvég az anyaországihoz képest.
Grönland 1261-ben vette fel a kereszténységet. Minden bizonnyal az új rendszerben a helyi norvég nyelvváltozatot használták továbbra is, így Grönland püspöke  a liturgiában és a hivatalos ügyekben is a grönlandi nyelvet használta. Az őslakos eszkimók  nyilván megtanulták szomszédaik nyelvét, hasonlóan a norvégok is elsajátították a eszkimó nyelvet.
A 15. században a kis jégkorszak kora köszöntött Grönlandra. Az éghajlat hűvösebbé válása rossz hatással volt az állattenyésztésre és növénytermesztésre, emiatt  éhínség ütötte fel a fejét. Az inuitokkal is súlyos konfliktusok keletkeztek. Mivel a helyzet évről évre rosszabb lett, a vikingek elhagyták a szigetet, Izlandra, vagy vissza Norvégiába települtek, és szétszóródtak új hazájukban. A tudósok szerint legkésőbb a 16. századra halt ki teljesen a grönlandi norvég nyelv.

## Fordítás
- Ez a szócikk részben vagy egészben  a   Greenlandic Norse című angol Wikipédia-szócikk fordításán alapul.  Az eredeti cikk szerkesztőit annak laptörténete sorolja fel. Ez a jelzés csupán a megfogalmazás eredetét és a szerzői jogokat jelzi, nem szolgál a cikkben szereplő információk forrásmegjelöléseként.